# 格盧博科耶區 (白俄羅斯)
格盧博科耶區（羅馬化：Glybotski rayon，羅馬化：Glubokskiy rayon）是白俄羅斯北部维捷布斯克州的一個區，行政中心为格盧博科耶，面積1,759.58平方公里，2009年人口41,043，人口密度每平方公里23.33人。